# Ophélie Gaillard

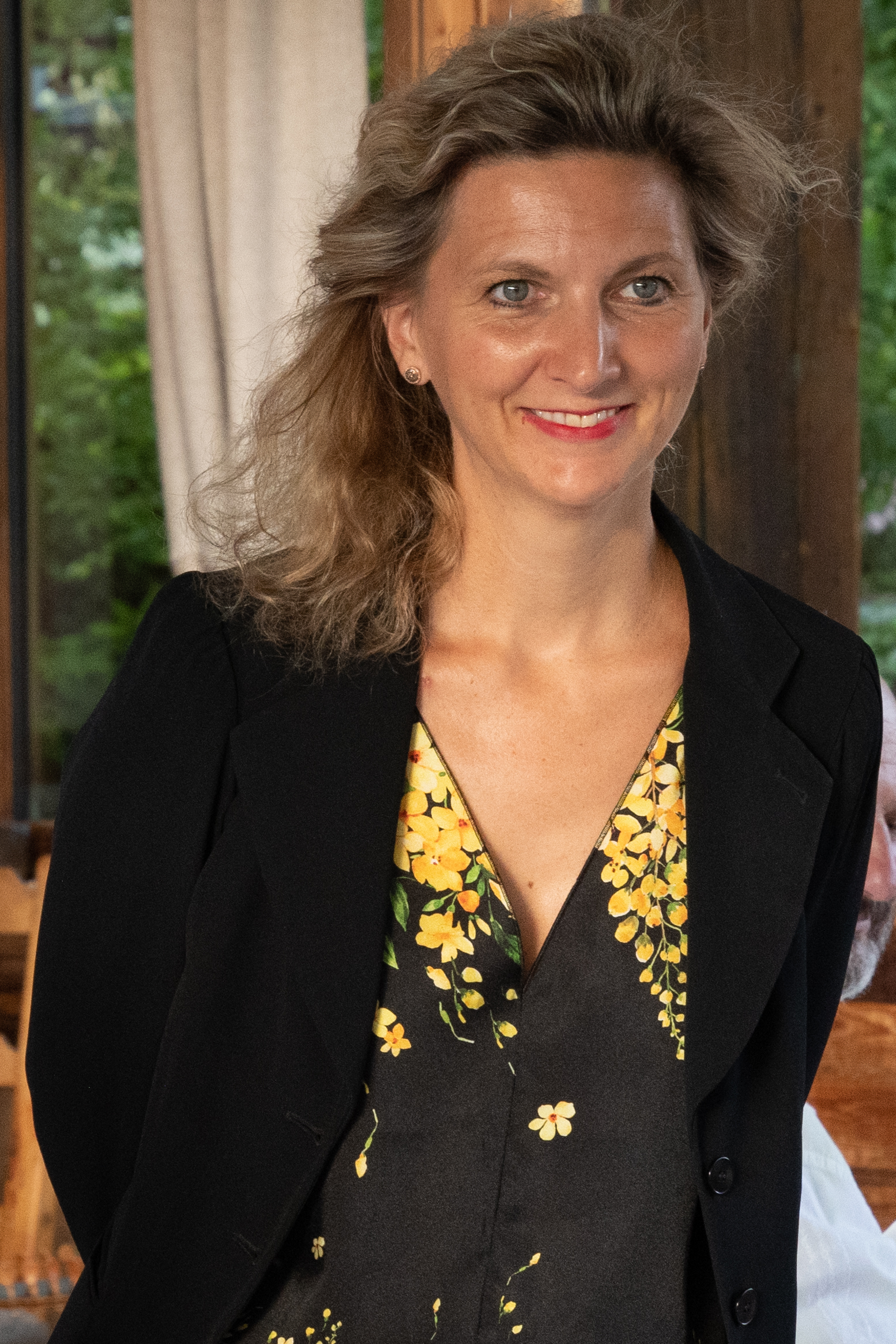
Ophélie Gaillard (Juli 2021)

Ophélie Gaillard (* 13. Juni 1974 in Paris) ist eine französische Cellistin. 
Sie spielt das Cello im Amarillis-Trio und im Pulcinella-Orchester und lehrt seit 2014 als Professorin an der Musikhochschule Genf.

## Musikalischer und beruflicher Werdegang
Gaillard studierte Cello am Pariser Konservatorium (CNSM) sowie Musikwissenschaften an der Sorbonne. Sie spezialisierte sich auf Kammermusik und auf Barockmusik in historischer Aufführungspraxis, ist aber auch mit modernen und zeitgenössischen Werken aufgetreten und konzertiert als Solistin mit Orchestern. Ihre Auftritte hatte sie in ganz Europa sowie in den USA, Japan, Korea, Kanada, Lateinamerika und Marokko. Sie ist an insgesamt mehr als 30 CD-Aufnahmen beteiligt und tritt regelmäßig im Schweizer und Französischen Rundfunk (Radio und Fernsehen) auf.
Gaillard legt einen musikalischen Schwerpunkt auf den Bereich der Kammermusik: Sie ist die Cellistin im Amarillis-Trio, das sie 1994 gemeinsam mit ihrer Schwester Héloise Gaillard (Blockflöte und Oboe) und Violaine Cochard (Cembalo) gegründet hat. Das Trio wurde mit verschiedenen Preisen ausgezeichnet und hat eine Vielzahl von Aufnahmen für das Label Ambrosius eingespielt.
2005 gründete Gaillard außerdem das Pulcinella-Orchester, das sich insb. dem Repertoire des 17. und 18. Jahrhunderts mit konzertantem Cello widmet und eine Reihe vielbeachteter Aufnahmen eingespielt hat, darunter die kompletten Cellosonaten von Antonio Vivaldi oder die Cellokonzerte von Luigi Boccherini. 
Darüber hinaus verknüpft Gaillard ihre Musik regelmäßig auch mit anderen Kunstformen, etwa bei gemeinsamen Auftritten mit dem Schauspieler Lambert Wilson, dem Hip-Hop-Tänzer Ibrahim Sissoko, den Balletttänzern Hugo Marchand und Ludmila Pagliero oder dem brasilianische Sänger und Gitarristen des Bossa Nova, Toquinho.
2014 wurde Gaillard als Professorin für Cello an die Musikhochschule Genf berufen.
Ophélie Gaillard spielt ein Violoncello von Francesco Goffriller aus dem Jahr 1737 sowie ein flämisches Violoncello piccolo. Das Goffriller-Cello wurde ihr 2018 in Paris bei einem Überfall mit vorgehaltenem Messer entwendet und nach zwei Tagen anonym zurückgegeben. Im September 2024 wurde das Goffriller-Cello bei einem Einbruch in ihr Haus gestohlen; nach zwei Monaten konnte es ausfindig gemacht und Gaillard unversehrt zurückgegeben werden.